# Милъм (окръг, Тексас)
Окръг Милъм (на английски: Milam County) е окръг в щата Тексас, Съединени американски щати. Площта му е 2647 km², а населението - 24 238 души (2000). Административен център е град Камерън.